# Klaus Schwab
Klaus Martin Schwab (Ravensburg, 30 maart 1938) is een Duitse ingenieur en econoom. Bovendien is hij hoogleraar politieke economie aan de Universiteit van Genève. Hij is vooral bekend als de oprichter en directeur van het World Economic Forum, ook wel bekend als het Davos Forum. Ieder jaar brengt het WEF de meest invloedrijke politici en CEO's uit het bedrijfsleven samen om toekomstige strategieën te definiëren, die de globalisering moeten sturen in relatie met staten en wereldmarkten. Zijn vrouw, Hilde, richtte in 1998 samen met hem de Schwab Foundation for Social Entrepreneurship op. Het echtpaar trouwde in 1971 en heeft twee kinderen, Olivier (1973) en Nicole (1975).

## Studie
Schwab behaalde zijn "Abitur" aan het Humanistisches Gymnasium in Ravensburg, Duitsland. In 1961 studeerde hij af als werktuigbouwkundig ingenieur aan de ETH Zürich (het Zwitserse Federale Instituut voor Technologie). Vervolgens behaalde hij een doctoraat in de ingenieurswetenschappen aan dezelfde universiteit, een doctoraat in de economie aan de Universiteit van Fribourg en een Master Bestuurskunde van de John F. Kennedy School of Government aan de Harvard-universiteit.

## Carrière
Schwab was van 1972 tot 2003 professor bedrijfsbeleid aan de Universiteit van Genève, sindsdien is hij daar honorair hoogleraar.
Sinds 1979 publiceert hij het Global Competitiveness Report, een jaarverslag waarin het potentieel wordt beoordeeld voor het verhogen van de productiviteit en economische groei van landen over de hele wereld. Het rapport wordt geschreven door een team van economen. Het rapport is gebaseerd op een door Schwab ontwikkelde methodologie die het concurrentievermogen niet alleen meet in termen van productiviteit, maar ook op basis van duurzaamheidscriteria.
Hij is auteur en co-auteur van diverse boeken, waaronder Moderne Unternehmensführung im Maschinenbau (Bedrijfsmanagement in de werktuigbouwkunde) (1971, met Hein Kroos).
Op 21 april 2025 trad Schwab per direct af als Chairman en Member of the Board of Trustees van het WEF.

## WEF en andere stichtingen
Schwab heeft een talent voor het bouwen van succesvolle stichtingen zonder winstoogmerk. In 1971 richtte hij het European Management Forum op, dat in 1987 het World Economic Forum (WEF) werd, een stichting zonder winstoogmerk die zich inzet voor het verbeteren van de toestand van de wereld . Schwab is sinds de oprichting van het WEF voorstander van het multistakeholderconcept; bedrijven en overheden hebben diverse belanghebbenden die worden samengebracht om deel te nemen aan dialoog, besluitvorming en implementatie. Theoretisch krijgt de uiteindelijke consensuele beslissing hierdoor meer legitimiteit en kan effectiever worden toegepast. In 2015 werd het WEF formeel erkend door de Zwitserse regering als een "internationaal orgaan". Onder de leiding van Schwab heeft het WEF zijn imago als motor voor verzoeningsinspanningen in verschillende delen van de wereld willen promoten en als katalysator voor samenwerkingen en internationale initiatieven.
In 1998 richtten Schwab en zijn vrouw de Schwab Foundation for Social Entrepreneurship op, een andere niet-gouvernementele organisatie gevestigd in Genève, Zwitserland.
In 2004 richtte Schwab een nieuwe stichting op met behulp van het prijzengeld van 1 miljoen dollar van de Dan David-prijs die hij dat jaar uit Israël ontving. Het Forum of Young Global Leaders heeft tot doel een dynamische wereldwijde gemeenschap van uitzonderlijke mensen (jonger dan 40 jaar) te creëren met de visie, moed en invloed om positieve verandering in de wereld te bewerkstelligen. Medebestuurder is Nicole Schwab, de dochter van Klaus en Hilde.
In 2011 richtte Schwab de Global Shapers Community op, een wereldwijd netwerk van lokale gemeenschappen, of "Hubs", van jonge mensen van 20 tot 30 jaar die uitzonderlijk zijn in hun potentieel, prestaties en drive om een bijdrage te leveren aan hun gemeenschap. Per 31-5-2021 zijn er wereldwijd 447 Hubs en 10,432 Shapers in 148 landen.

## Kritiek
Het multistakeholderconcept ‘leidt tot achterkamertjespolitiek’. 
Wat zowel ingenieus en verontrustend is, is dat het WEF-voorstel voor multi-stakeholder governance door geen enkele intergouvernementele instantie hoeft worden goedgekeurd of afgekeurd. Zonder enige intergouvernementele actie kan de informele overgang naar MSG als een gedeeltelijke vervanging van multilateralisme zomaar plaatsvinden.
In maart 2021 bracht de Magyar Nemzet kritiek uit op de 'Schwabian Great Reset' in een "nieuwe transhumanistische wereldorde" onder "transnationaal bestuur". De 'Schwabians' "willen democratie vervangen door complex bestuur, prioriteit geven aan technocratie boven verkiezingen en parlementsleden, en de nadruk leggen op 'expertise' die het grote publiek niet begrijpt in plaats van transparantie." Schwab "voorspelt dat de huidige externe apparaten, zoals laptops en virtual reality-headsets, uiteindelijk 'hoogstwaarschijnlijk kunnen worden geïmplanteerd in ons lichaam en onze geest'." De criticus noemde dit alles "neocommunisme uit het Davos-tijdperk".
Op sociale media, zoals Twitter, leeft het idee onder coronavirus-critici dat Klaus Schwab verantwoordelijk zou zijn voor de Great Reset en Agenda 2030. Klaus Schwab en Thierry Malleret hebben er zelf een boek over geschreven genaamd: "COVID-19: The Great Reset" en daarvoor "The Great Reset, Transforming Our World and Building Back Better".

### Salaris
Terwijl Schwab poneerde dat buitensporig hoge managementsalarissen als "niet langer sociaal aanvaardbaar" te beschouwen zijn, is zijn eigen jaarsalaris van ongeveer een miljoen Zwitserse frank herhaaldelijk door de media aan de orde gesteld. Het Zwitserse radio- en televisiebedrijf SRF weerspiegelde dit salarisniveau in de context van doorlopende overheidsbijdragen aan het WEF en het feit dat het Forum geen federale belastingen betaalt. De Duitse krant Süddeutsche Zeitung bekritiseerde dat het WEF was veranderd in een "gelddrukmachine" en wordt gerund als een familiebedrijf.

## Andere activiteiten en prijzen
Schwab ontving zeventien eredoctoraten, waaronder die van de London School of Economics, de National University of Singapore, het Korea Advanced Institute of Science and Technology en meer dan dertien andere universiteiten, waaronder Technische Universiteit Kaunas, Universiteit van Haifa en Bangkok. Hij is ook honorair hoogleraar aan de Universiteit van Genève, de Ben-Gurion-universiteit van Israël en de Chinese Universiteit voor Buitenlandse Zaken.
In 1993-1995 was hij lid van de Verenigde Naties’ High-Level Advisory Board on Sustainable Development.
In 1996-1998 was hij vice-voorzitter van het Verenigde Naties Comité voor ontwikkelingsplanning.
In 1997 ontving hij de De Nationale orde van het Legioen van Eer van Frankrijk.
In 2001 ontving hij de Candlelight Award van de toenmalige VN-secretaris-generaal Kofi Annan (New York, 2001).
In 2006 werd hij geridderd in de Orde van Sint-Michaël en Sint-George door de Engelse koningin Elizabeth.
In 2012 ontving hij de Orde van Verdienste van de Bondsrepubliek Duitsland.
In 2013, ontving hij de Japanse Orde van de Rijzende Zon.
Oktober 2017 werd hem het 45e eredoctoraat van de Kaunas University of Technology verleend, voor "het verspreiden van kennis over economie en innovatieve ideeën, voor het bevorderen van sociaal ondernemerschap en ondersteuning van jonge bedrijven, en voor zijn bijdrage aan de ontwikkeling van het concept van de vierde industriële revolutie”.
In 2018 ontving hij de Chinese Vriendschapsprijs (China’s hoogste onderscheiding voor "buitenlandse experts die een uitstekende bijdrage hebben geleverd aan de economische en sociale vooruitgang van het land") voor "het bevorderen van internationale economische uitwisselingen en samenwerking van China”.
Schwab is lid van het Peres Centrum voor Vrede.
Ook is hij bestuurslid van het Festivalorkest van Luzern.
Tijdens de eerste jaren van zijn carrière zat hij in een aantal raden van bestuur, zoals The Swatch Group, The Daily Mail Group en Vontobel Holding. Hij is een voormalig lid van de stuurgroep van de Bilderberg Groep.

## Publicaties
- met Hein Kroos: Moderne Unternehmensführung im Maschinenbau (Bedrijfsmanagement in de werktuigbouwkunde) , Maschinenbau-Verlag, 1971.
- The Fourth Industrial Revolution, Crown, 2017
- met Nicholas Davis: Shaping the Future of the Fourth Industrial Revolution.  Crown, 2018
- met Thierry Malleret: COVID-19: The Great Reset. Lightning Source, 2020.
- met Peter Vanham: Stakeholder Capitalism: A Global Economy That Works For Progress, People and Planet.  Wiley, 2021.

Het merendeel van deze publicaties is verschenen in het Engels, Duits, Frans, Spaans, Deens, Portugees, Italiaans en Turks.